# Enema pan
Enema pan (Fabricius, 1775) è un coleottero appartenente alla famiglia degli Scarabeidi (sottofamiglia Dynastinae).

## Descrizione

### Adulto

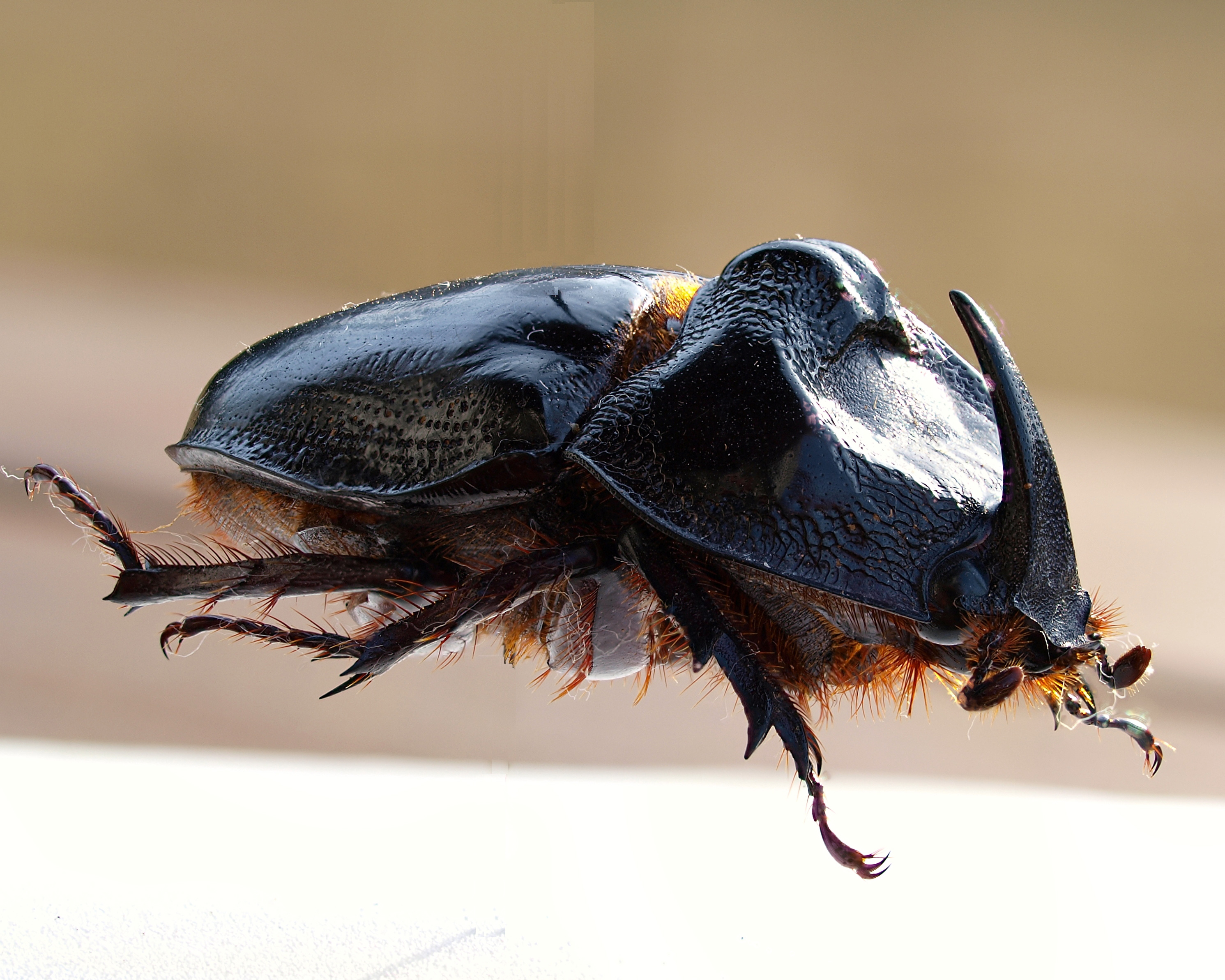
Esemplare femmina.

E. pan si presenta come un insetto di dimensioni piuttosto grandi. I maschi sono gli individui più vistosi e presentano un vistoso corno toracico ed un altrettanto vistoso corno cefalico mentre le femmine presentano un piccolo corno cefalico. È generalmente un corpo tarchiato e robusto dal colore variabile tra il nero ed il castano scuro.

### Larva
Le larve hanno l'aspetto di grossi vermi bianchi dalla forma a "C". Presenta il capo sclerificato e le tre paia di zampe atrofizzate. Lungo i fianchi presentano una fila di forellini chitinosi che permettono all'insetto di respirare nel terreno.

## Biologia
Gli adulti sono attivi al crepuscolo. I maschi volano seguendo i feromoni delle femmine e quando le trovano, se incontrano altri maschi ingaggiano lotte utilizzando le corna. Le larve si sviluppano sottoterra, nutrendosi di detriti vegetali. Predilige generalmente ambienti boschivi e forestali.

## Distribuzione
E. pan è reperibile dal Messico meridionale al sud America.